# Ким Чхоль Хан
Ким Чхоль Хан (кор. 김철한) — северокорейский борец вольного стиля, двукратный чемпион мира, призёр Азиатских игр.

## Спортивные результаты
- Чемпион мира (1983, 1985).
- Серебряный призёр Азиатских игр (1982).
- Победитель международного турнира Дружба-84 в Софии.

## Видео
- Чемпионат мира 1985, вольная борьба, до 48 кг, финал: Ким Чхоль Хан (КНДР) - Маджид Торкан (Иран)